# Gogland-Klasse
Die Gogland-Klasse (russisch Гогланд für Gogland d. i. die Insel Hochland im Finnischen Meerbusen) war eine geplante Klasse von neun Zerstörern der Kaiserlich Russischen Marine, deren Bau Ende 1913 begonnen, in Folge des Ersten Weltkrieges aber in einem frühen Stadium abgebrochen wurde.

## Entwurf
Die Zerstörer der Gogland-Klasse wurden im Juni 1912 im Rahmen des Kleinen Schiffbauprogramms 1912 für die Baltische Flotte der russischen Marine bestellt und sollten auf einer Werft an der Ostsee gebaut werden. Der Entwurf orientierte sich an dem des 1913 in Dienst gestellten Großzerstörers Nowik. Den Auftrag für die georderten Einheiten erhielt aufgrund des günstigsten Angebotes (um ¼ preiswerter – das waren 0,5 Mio. Rubel – als die Offerten russischer Werften) die Schichau-Werke in Danzig. Verbunden damit war allerdings die Errichtung einer Werft auf russischem Boden. Der Besitzer von Schichau, Carl Ziese, entschied sich für den Standort Riga und gründete dort – in Aussicht auf weitere Aufträge für den lukrativen russischen Rüstungsmarkt – die Ziese-Mühlgrabenwerft (Мюльграбенская верфь). Ein Großteil der Ausrüstungsgegenstände, wie Kessel, Turbinen, Gussteile und ähnliches, sollte aber im Stammbetrieb in Danzig vorgefertigt werden.
Am Anfang der Überlegungen sah der Entwurf nur zwei 102-mm-Geschütze und dafür zwölf 457-mm-Torpedorohre vor. Nach einer Neubewertung entschloss man sich jedoch, die artilleristische Komponente auf zuletzt insgesamt vier 102-mm-Geschütze – bei einer gleichzeitigen Verringerung der Torpedoausstattung auf drei Drillingstorpedorohrsätze – zu steigern.

## Abgeänderter Entwurf
Nach dem Ausbruch des Ersten Weltkrieges konnten die Arbeiten an den begonnenen Booten nur noch sehr langsam fortgesetzt werden, da viele der Ausrüstungsteile, die beim Stammbetrieb in Danzig in Arbeit waren, aus dem nunmehr feindlichen Deutschen Reich fehlten. Die zugespitzte militärische Lage des Russischen Reiches führte schon im Sommer 1915 zur Besetzung großer Teile des Baltikums durch deutsche Truppen, so dass sich die Werft in Riga bald in großer Nähe zur Front befand. Zudem wurde die Werft im Juni 1915 unter staatliche Verwaltung gestellt. Aufgrund dieser Umstände und der Bedrohung wurden die Rümpfe der vier am fortgeschrittensten Boote am 6. Juni 1916 nach Petrograd zur Ust-Ischora-Werft der Petrograder Metallfabrik überführt. Auf Anregung des Admiralstabes wurden durch die Hauptverwaltung Schiffbau die Boote zu schnellen Flotten-Minensuchern umkonstruiert. Die äußere Form und die Antriebsanlage blieben unverändert, doch stieg die Verdrängung auf 1550 tons, während die Geschwindigkeit auf 32 kn fiel. Außerdem kam ein zusätzliches 102-mm-Geschütz an Bord, während die 37-mm-Waffe gegen zwei 57-mm-Flugabwehrkanonen ausgetauscht wurde und ein Torpedorohrsatz entfiel.
Für die restlichen fünf Boote war es nur zu Bauvorbereitungen gekommen. In dem Fall wurde der Auftrag storniert und das bereits bearbeitete Material im Dezember 1916 zu den Russisch-Baltischen Werken nach Reval (Tallinn) überführt. Diese erhielten den Auftrag, damit fünf Boote nach dem Entwurf der sich dort in Bau befindlichen Gawriil-Klasse fertigzustellen.
Die auftragnehmende Schichau-Werft offerierte unmittelbar nach Kriegsbeginn, gleich Blohm & Voss in Hamburg und der AG Vulcan in Stettin, dem Reichsmarineamt unter Zugrundelegung der Pläne für die Gogland-Klasse mit bereits fertiggestellten oder in Bearbeitung befindlichen Ausrüstungsteilen neun Torpedoboot-Zerstörer. Dies wurde, im Gegensatz zu den beiden anderen Werften, aus unbekannten Gründen 1915 abgelehnt. Jedoch wurden die bis dato sich in Fertigung befindlichen Turbinen und Kessel in die zweite Serie der von Blohm&Voss gebauten Zerstörer des Typ B 97 (SMS B 109 bis SMS B 112) eingebaut.

## Namensgebung
Die Boote dieser Klasse wurden nach berühmten und für die russische Geschichte wichtigen Schlachtensiegen benannt.

## Boote und Schicksale
| Name      | Bauwerft                    | Kiellegung       | Verbleib |
| --------- | --------------------------- | ---------------- | --- |
| Gogland   | Ziese-Mühlgrabenwerft, Riga | 2. Dezember 1913 | Der Bootskörper war bei der Einstellung aller Bauarbeiten im Juli 1915 zu 21,6 % fertig. Das Material wurde am 6. Juni 1916 nach Petrograd überführt und dort nach dem modifizierten Entwurf als schneller Minensucher weiterbearbeitet. |
| Grengamn  | Ziese-Mühlgrabenwerft, Riga | 2. Dezember 1913 | Der Bootskörper war bei der Einstellung aller Bauarbeiten im Juli 1915 zu 35 % fertig. Das Material wurde am 6. Juni 1916 nach Petrograd überführt und dort nach dem modifizierten Entwurf als schneller Minensucher weiterbearbeitet.   |
| Kulm      | Ziese-Mühlgrabenwerft, Riga | Dezember 1914    | Der Bootskörper war bei der Einstellung aller Bauarbeiten im Juli 1915 zu 16,8 % fertig. Das Material wurde am 6. Juni 1916 nach Petrograd überführt und dort nach dem modifizierten Entwurf als schneller Minensucher weiterbearbeitet. |
| Patras    | Ziese-Mühlgrabenwerft, Riga | Dezember 1914    | Der Bootskörper war bei der Einstellung aller Bauarbeiten im Juli 1915 zu 8 % fertig. Das Material wurde am 6. Juni 1916 nach Petrograd überführt und dort nach dem modifizierten Entwurf als schneller Minensucher weiterbearbeitet.    |
| Rymnik    | Ziese-Mühlgrabenwerft, Riga | 1915             | Der Bau der Boote wurde während des Krieges eingestellt. Die unfertigen Bootskörper wurden am 2. September 1917 zerstört. |
| Chios     | Ziese-Mühlgrabenwerft, Riga | 1915             | Der Bau der Boote wurde während des Krieges eingestellt. Die unfertigen Bootskörper wurden am 2. September 1917 zerstört. |
| Smolensk  | Ziese-Mühlgrabenwerft, Riga | 1915             | Der Bau der Boote wurde während des Krieges eingestellt. Die unfertigen Bootskörper wurden am 2. September 1917 zerstört. |
| Stirsuden | Ziese-Mühlgrabenwerft, Riga | 1915             | Der Bau der Boote wurde während des Krieges eingestellt. Die unfertigen Bootskörper wurden am 2. September 1917 zerstört. |
| Tenedos   | Ziese-Mühlgrabenwerft, Riga | 1915             | Der Bau der Boote wurde während des Krieges eingestellt. Die unfertigen Bootskörper wurden am 2. September 1917 zerstört. |

## Technische Beschreibung

### Rumpf
Der Rumpf eines Zerstörers der Gogland-Klasse hätte eine Länge über alles von 99,3 Meter, eine maximale Breite von 9,5 Meter und einen maximalen Tiefgang von 3,1 Meter besessen. Die geplante Standardverdrängung sollte sich auf 1.350 Tonnen und die Einsatzverdrängung auf 1.500 Tonnen belaufen.

### Antrieb
Der Antrieb sollte aus fünf ölbefeuerten Dampferzeugern und zwei Dampfturbinensätzen, beides von Schichau, bestehen mit denen eine Gesamtleistung von 32.000 PS (23.536 kW) erreicht werden Sollte. Diese hätten ihre Leistung an zwei Wellen mit je einer Schraube abgegeben. Die Höchstgeschwindigkeit hätte 35 Knoten (65 km/h) betragen und es sollten rund 350 Tonnen Kraftstoff (Heizöl) gebunkert werden können, was zu einer maximalen Fahrstrecke von 1.480 Seemeilen (2.741 km) bei 21 Knoten oder 350 Seemeilen (648 km) bei 32 Knoten führen sollte.

### Bewaffnung

#### Artillerie
Als Hauptbewaffnung waren vier 10,2-cm-Geschütze mit Kaliberlänge 60 in vier Einzellafetten und einem Munitionsvorrat von 560 Schuss vorgesehen. Dieses 1911 eingeführte Geschütz hatte eine Feuerrate von 12 Schuss je Minute und konnte eine 17,5 Kilogramm schwere Granate bis zu 15,36 Kilometer weit schießen. Ergänzt wurde diese Bewaffnung durch ein 3,7-cm-Geschütz und zwei 7,62-mm-Maschinengewehre zur Flugabwehr.

#### Torpedos und Seeminen
Die geplante Torpedobewaffnung hätte aus drei schwenkbaren Dreifachtorpedorohrsätzen im Kaliber 45,7 cm bestanden. Des Weiteren bis zu 80 Seeminen mitgeführt werden können.